# Poprad
Poprad (Ausspracheⓘ; deutsch Deutschendorf, ungarisch Poprád) ist eine am Fuße der Hohen Tatra gelegene Stadt. Die Einwohnerzahl beträgt 52.037 (2015), womit Poprad die zehntgrößte Stadt der Slowakei ist.

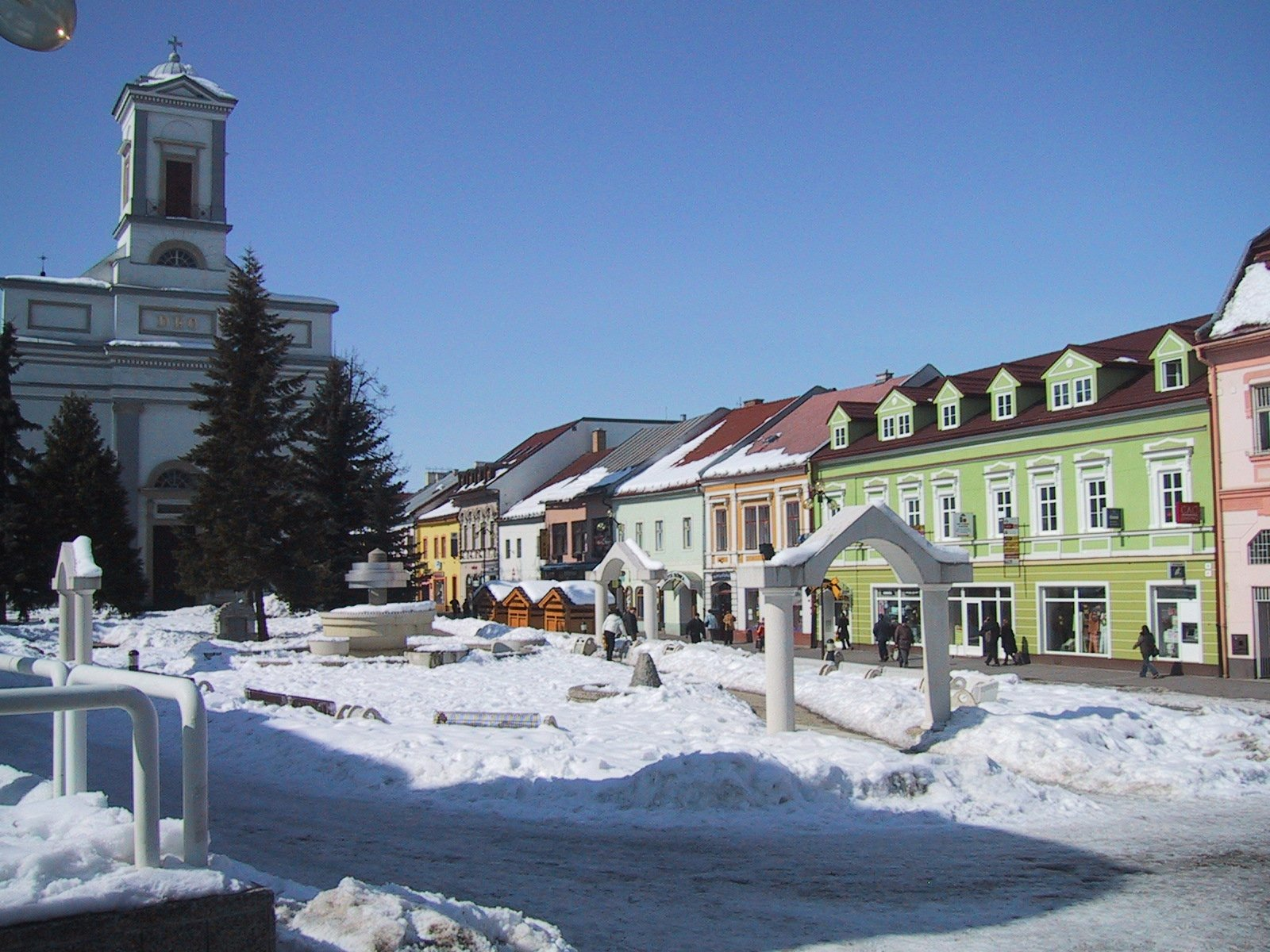
Námestie Sv. Egídia (St. Ägidius Platz) im Stadtzentrum

## Geographie
Poprad liegt in der Podtatranská kotlina (Unter-Tatra-Kessel) am südöstlichen Fuße der Hohen Tatra am vom Westen nach Nordosten fließenden Fluss Poprad (Popper) in der historischen Landschaft Zips (heute administrativ im Prešovský kraj). Neben der Hohen Tatra befinden sich in unmittelbarer Nähe auch die Leutschauer Berge im Osten, Kozie chrbty im Süden und die Niedere Tatra im Südwesten. Die Hauptwasserscheide zwischen dem Schwarzen Meer und der Ostsee befindet sich etwa 15 km nach Westen in der Ortschaft Štrba. Die Stadt Košice ist per Straße 110 km entfernt, während die Hauptstadt Bratislava  330 km  südwestlich liegt. Die Stadt bedeckt eine Fläche von 63,039 km² und das Stadtzentrum liegt auf ca. 670 m n.m.

## Industrie
In Poprad und seiner Umgebung sind eine chemische Fabrik, die Waggonfabrik Tatravagónka sowie der internationale Haushaltgerätehersteller Whirlpool angesiedelt. Weiterhin gibt es die Brauerei Pilsberg sowie einen Betrieb, der den Großteil der slowakischen Teeproduktion deckt, und die deutsche Firma Stiebel Eltron, die dort Warmwasserboiler herstellt.

## Sehenswürdigkeiten

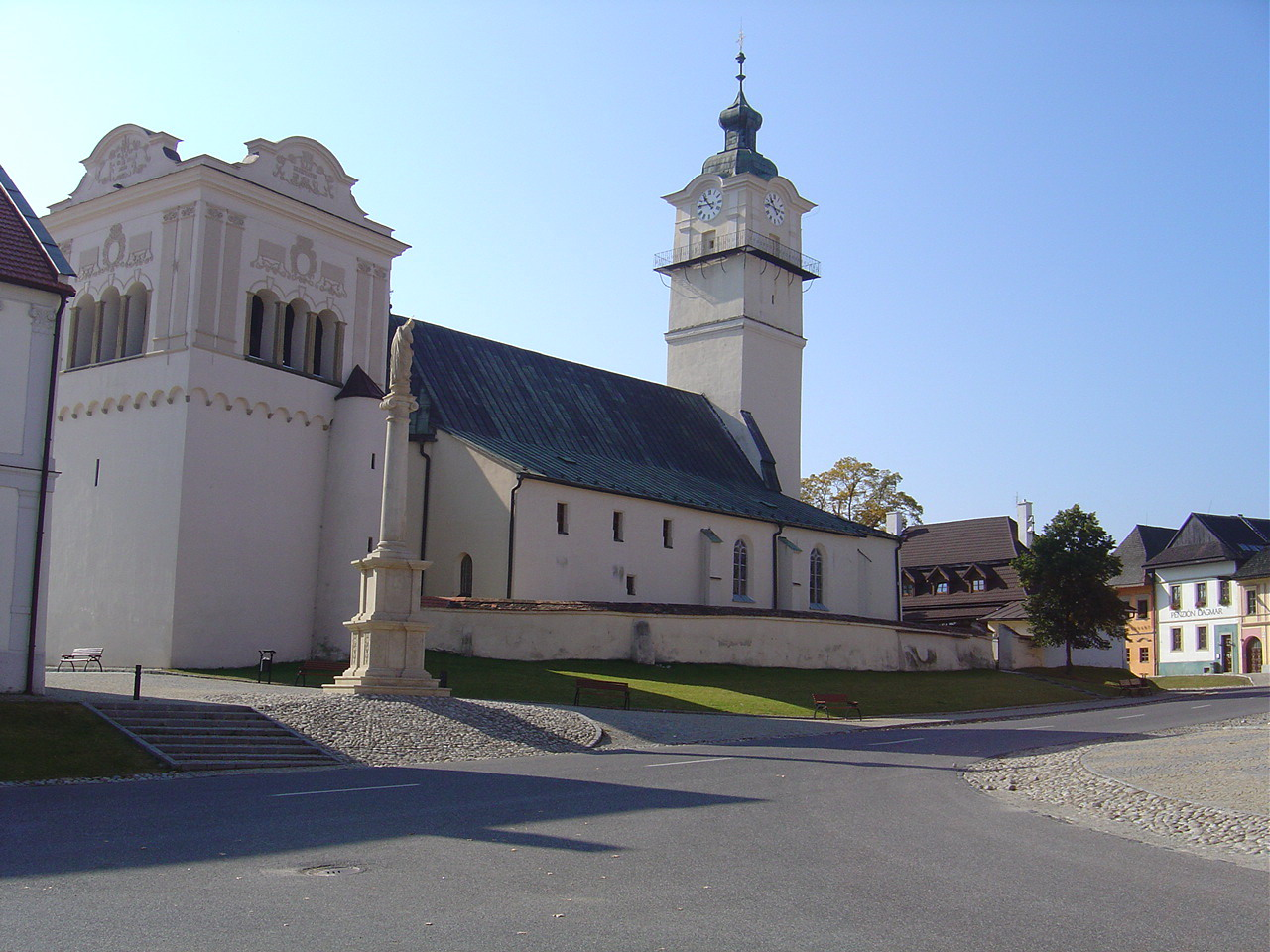
Marktplatz in Spišská Sobota

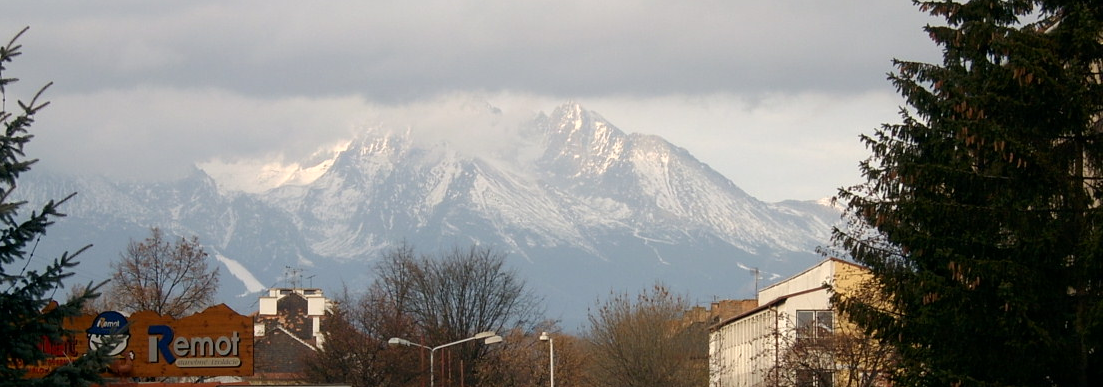
Blick auf die Hohe Tatra von Poprad aus

Sehenswert sind eine restaurierte Fußgängerzone mit einer evangelischen Kirche, die Altstädte der früher separaten Gemeinden Veľká und Spišská Sobota und vor allem das Panorama, das die Hohe Tatra gleich hinter der Stadt bietet.
In Poprad gibt es den aus frei verfügbaren natürlichen Energiequellen versorgten Wasserpark „AquaCity Poprad“ bestehend aus Hotels, Bäderkomplex, Restaurant sowie einem Fitness- und Konferenzzentrum.

## Geschichte
Das heutige Poprad ist im 20. Jahrhundert durch den Zusammenschluss mehrerer Gemeinden entstanden. Es sind dies Poprad (Deutschendorf), Spišská Sobota (Georgenberg, eingemeindet 1945), Veľká (Felka, eingemeindet 1945), Stráže pod Tatrami (Michelsdorf, eingemeindet 1960) und Matejovce (Matzdorf, eingemeindet 1974). Die Stadt erfuhr seit dem Zweiten Weltkrieg eine außerordentliche Bevölkerungszunahme (auch nach Berücksichtigung der angeschlossenen Gemeinden): 1940 gab es 11 378 Einwohner, 1980 rund 38 000 und 2003 etwa 55 000.
Die Siedlungen des heutigen Poprad wurden zum ersten Mal im Jahre 1256 schriftlich erwähnt, als sie noch ihre slawischen Namen trugen, nämlich Poprad (für Poprad), Forum Sabbathe (für Spišská Sobota) und Vylka (für Veľká). Die folgenden schriftlichen Quellen bezeichnen sie jedoch bereits mit ihren deutschen Namen, zum Beispiel 1268 Villa Theutonicalis (für Poprad) und Sanctus Georgius (für Spišská Sobota). Nach dem Mongoleneinfall von 1242 wurde Spišská Sobota, ebenso wie Poprad und Veľká, durch deutsche Siedler nachbesiedelt, wodurch sie zu Ortschaften der Zipser Sachsen wurden. Stráže war ursprünglich eine Grenzschutzsiedlung und wurde wohl bereits Anfang des 13. Jahrhunderts von deutschen Siedlern wieder begründet. Alle fünf Orte gehörten zu den 13 an Polen verpfändeten Städten, zu der Bruderschaft der 24 königlichen Pfarrer, zum Bund der 24 Zipser Städte sowie zur sog. Provinz der 16 Zipser Städte (siehe unter Zips). Während Poprad, Veľká und Stráže im Mittelalter eher landwirtschaftlich-handwerkliche Städte waren, war Spišská Sobota eindeutig eine Marktsiedlung mit zahlreichen Handwerkern.
Die älteste der zusammengeschlossenen Siedlungen ist Spišská Sobota, die schon gegen Ende des 12. Jahrhunderts, damals noch als slowakische Siedlung, ein Marktzentrum der Umgebung war. Sie war auch die erste der Siedlungen, die Stadtrechte erhielt (Poprad, Veľká und Stráže wurden erst Anfang des 15. Jahrhunderts als Städte erwähnt). Diese zu den kunsthistorisch bedeutendsten Plätzen der Zips zählende Ortschaft hat ihre Vormachtstellung gegenüber ihrer bis dahin unbedeutenden Schwester Poprad in der zweiten Hälfte des 19. Jahrhunderts eingebüßt, als die Kaschau-Oderberger Bahn 1871 fertiggestellt wurde. Die interessante Innenstadt ist heute Denkmalzone.
Poprad war bis in das 18. Jahrhundert ein eher unbedeutender Ort; erst im Zuge touristischer Erschließung und beginnender Industrialisierung änderte sich dies. Den Tourismus verdankte der Ort allein schon seiner Lage am Fuße der Hohen Tatra. Hinzu kam seit dem 18. Jahrhundert – von Bad Schmecks (Starý Smokovec) ausgehend, das auch Goethe besuchte – die zunehmende balneologische Erschließung der Region. Vom 16. bis zum 18. Jahrhundert war Poprad ein Bergbauort; es wurde Kupfer gefördert. Die Vorkommen waren aber wenig ertragreich und führten zu keinen nachhaltigen Fortschritten in der örtlichen Entwicklung.

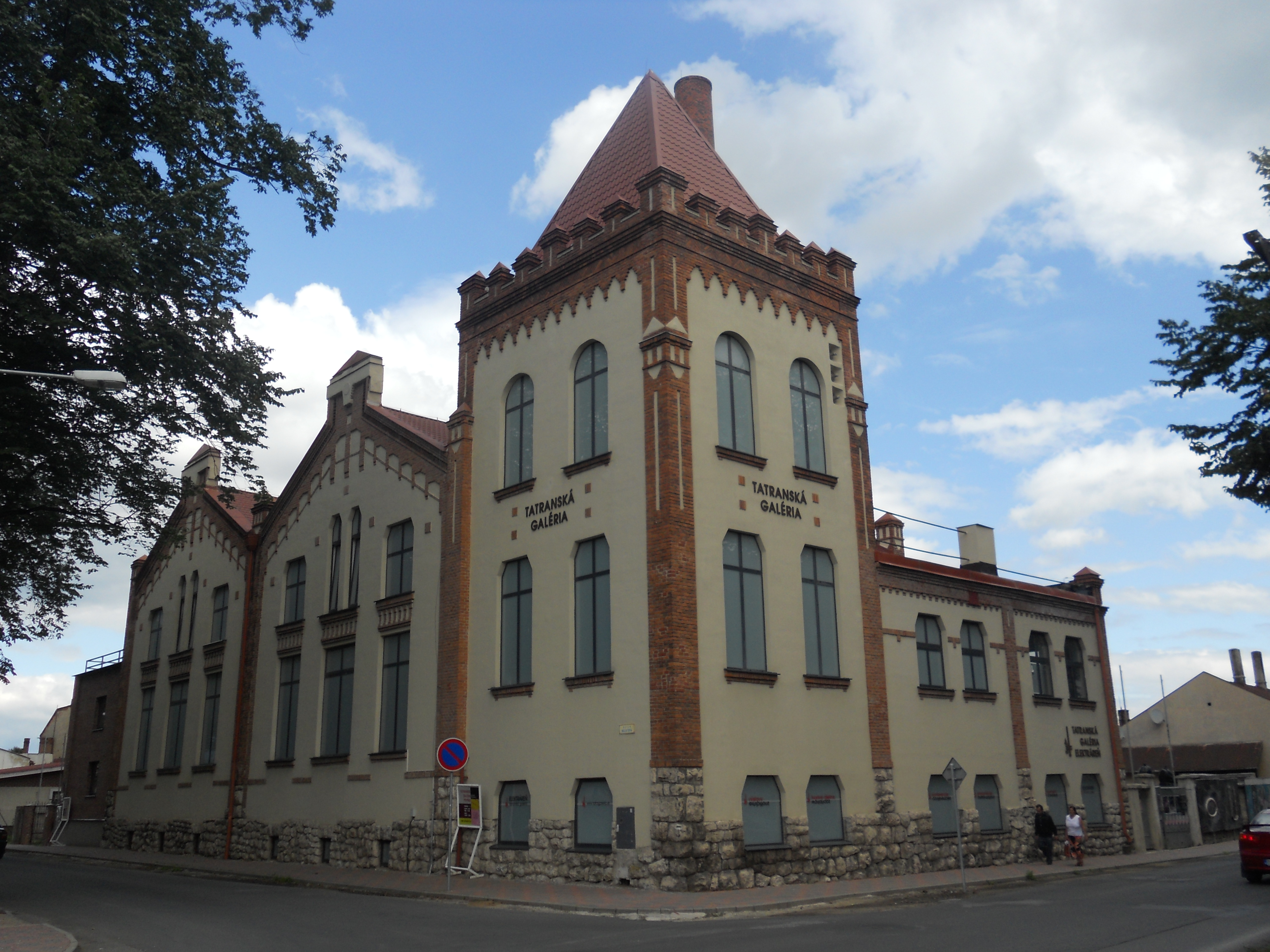
Die Tatranská Galéria, ein ehemaliges Kraftwerk

Der Bau der Kaschau-Oderberger Bahn dagegen brachte Poprad merkbare Vorteile. Als nun verkehrstechnisch wichtiger Platz im damaligen Oberungarn kam zu der deutschstämmigen Bevölkerung, die zum Teil schon unter König Sigismund im 13. Jahrhundert ins Land gerufen worden war, auch die ungarische, was den Handel und das Gewerbe weiter wachsen ließ. Ende des 19. Jahrhunderts entstanden Eisenbahnwerkstätten.
Im Jahr 1908 nahm die schmalspurige Elektrische Tatrabahn ihren Betrieb auf. Sie erschloss die Hohe Tatra für Touristen und war die Voraussetzung für die heutige Bedeutung Poprads als zentraler Ausgangspunkt für den Fremdenverkehr in der Hohen Tatra.
Nach dem Ersten Weltkrieg wurde die Stadt Garnison der tschechoslowakischen und späteren slowakischen Streitkräfte, für die zwei Kasernenkomplexe im Nordosten und Südwesten der Stadt errichtet wurden. Eine Kunstseidenindustrie siedelte sich im benachbarten Svit an. Die Eisenbahnwerkstätten der vormaligen Kaschau-Oderberger Bahn wurden in eine Waggon-Fabrik überführt, die heute als Tatravagónka firmiert und heute einer der führenden Hersteller von Güterwagen in Europa ist.
Anfang 1942 wurde ein Durchgangslager eingerichtet. Von hier aus erfolgten Deportationen über Čadca, vier Transporte gingen in das Vernichtungslager Lublin und drei zum KZ Auschwitz.
In den letzten Augusttagen des Jahres 1944 wurde Poprad, wie große Teile der Zips, von Streitkräften besetzt, die sich der Slowakischer Nationalaufstand genannten Erhebung angeschlossen hatten. Anfang September mussten sich diese Einheiten aber wieder zurückziehen. Anfang Februar 1945 wurde Poprad von sowjetischen Truppen besetzt.
Das Ende des Zweiten Weltkriegs ging mit der weitgehenden Vertreibung des deutschen und ungarischen Bevölkerungsteils einher. Im Frühjahr 1946 wurde dafür in Poprad ein „Aussiedlerlager“ eingerichtet. Bis zum Herbst 1946 verschickte man von dort aus die noch verbliebenen oder zurückgekehrten deutschen und ungarischen Einwohner nach Ungarn, Österreich und Deutschland. Der damit verbundene Verlust vornehmlich in Handel, Gewerbe und Tourismus tätiger Einwohner brachte nur einen zeitweiligen Einschnitt. Eine staatlich forcierte Industrialisierung und der rasch wieder auflebende Tourismus verhalfen dazu, ihn auszugleichen.

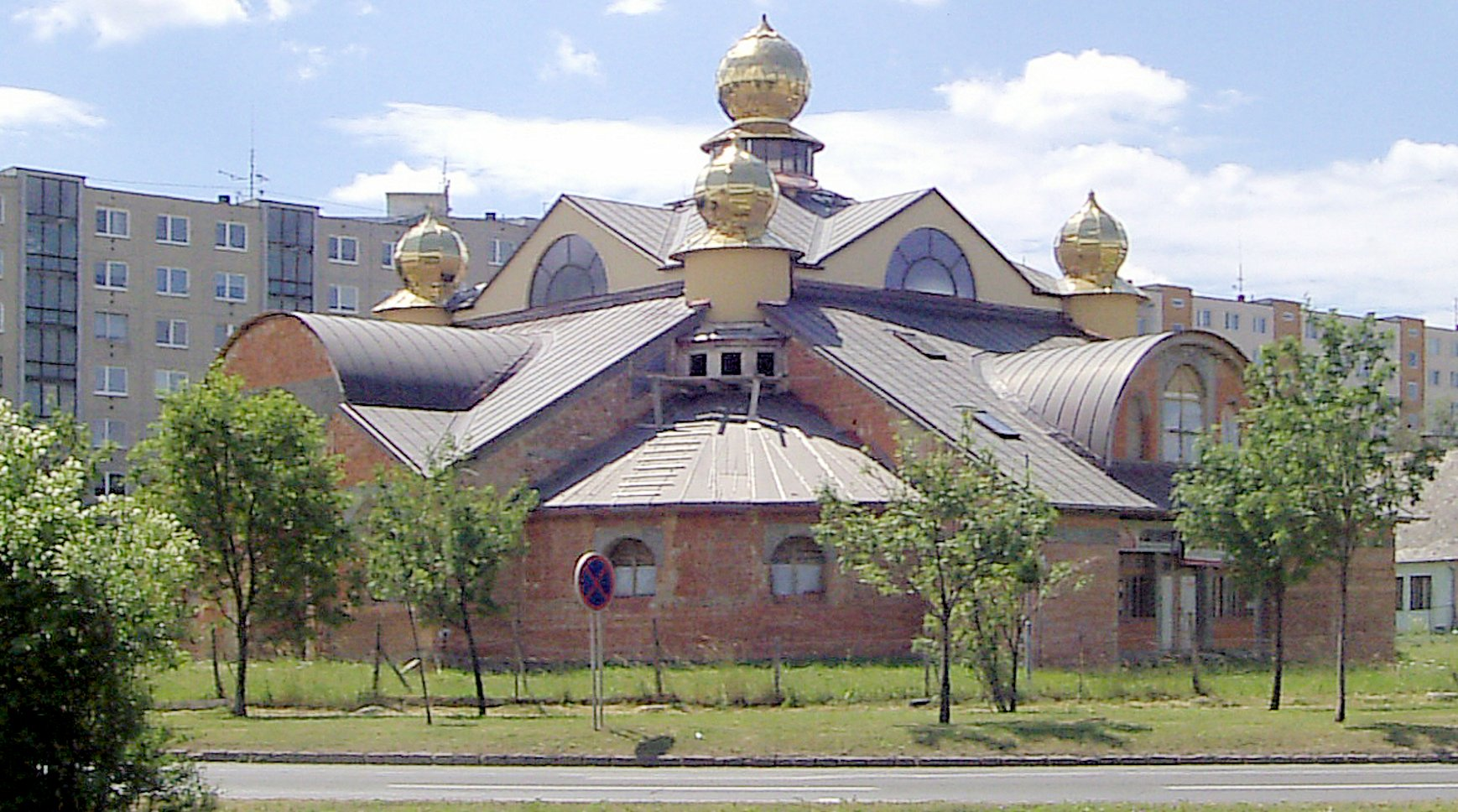
Neu errichtete griechisch-katholische Kirche Peter und Paul im Süden Poprads

## Bevölkerungsentwicklung
Bis ins 19. Jahrhundert hatten die fünf Städte, die das heutige Poprad ausmachen (Deutschendorf, Georgenberg, Felka, Matzdorf, Michelsdorf), klare deutschsprachige Bevölkerungsmehrheiten. Unter anderem durch Auswanderung der Zipser Deutschen in weiter östlich gelegene Gebiete zu Beginn des 19. Jahrhunderts sowie durch Zuwanderung von Ungarn und Slowaken und die Politik der Magyarisierung reduzierte sich deren Anteil an der Bevölkerung um die Jahrhundertwende deutlich.

### 1880
(Quelle:)
| Nationalität | Deutschendorf | Georgenberg | Felka      | Matzdorf   | Michelsdorf |
| ------------ | ------------- | ----------- | ---------- | ---------- | ----------- |
| Slowaken     | 279 (28 %)    | 218 (27 %)  | 220 (19 %) | 116 (13 %) | 158 (27 %)  |
| Deutsche     | 659 (67 %)    | 538 (67 %)  | 887 (78 %) | 763 (84 %) | 404 (70 %)  |
| Ungarn       | 40 (4 %)      | 45 (6 %)    | 23 (2 %)   | 25 (3 %)   | 15 (3 %)    |
| Sonstige     | 2 (0 %)       | 1 (0 %)     | 1 (0 %)    | 1 (0 %)    | 0 (0 %)     |

### 1910
(Quelle:)
| Nationalität | Deutschendorf | Georgenberg | Felka      | Matzdorf    | Michelsdorf |
| ------------ | ------------- | ----------- | ---------- | ----------- | ----------- |
| Slowaken     | 758 (33 %)    | 422 (43 %)  | 710 (52 %) | 220 (14 %)  | 378 (63 %)  |
| Deutsche     | 818 (36 %)    | 319 (33 %)  | 524 (39 %) | 1028 (64 %) | 205 (34 %)  |
| Ungarn       | 689 (30 %)    | 228 (23 %)  | 117 (9 %)  | 327 (20 %)  | 10 (2 %)    |
| Sonstige     | 18 (1 %)      | 7 (1 %)     | 7 (1 %)    | 34 (2 %)    | 6 (1 %)     |

### Modern
| Jahr                | 1994   | 2004    | 2014    | 2024    |
| ------------------- | ------ | ------- | ------- | ------- |
| Anzahl der Personen | 54.803 | 55.404  | 52.316  | 48.352  |
| Unterschied         |        | +1,09 % | −5,57 % | −7,57 % |

| Jahr                | 2023   | 2024    |
| ------------------- | ------ | ------- |
| Anzahl der Personen | 48.741 | 48.352  |
| Unterschied         |        | −0,79 % |

## Stadtgliederung
Die Stadt besteht aus folgenden sechs Stadtteilen:
- Staré Mesto (Altstadt)
- Veľká (1945 eingemeindet; deutsch Felka)
- Spišská Sobota (1945 eingemeindet; deutsch Georgenberg)
- Matejovce (1974 eingemeindet; deutsch Matzdorf)
- Stráže pod Tatrami (1960 eingemeindet; deutsch Michelsdorf)
- Kvetnica (deutsch Blumental)

## Sport
Der HK Poprad wurde 1929 gegründet und spielt seit 1993 in der höchsten Eishockey-Spielklasse der Slowakei, der Extraliga. Der 2010 gegründete HC Lev Poprad nahm in der Saison 2011/12 an der Kontinentalen Hockey-Liga teil. Die Mannschaften spielen im Eisstadion Poprad. Der HC Lev wurde im Frühjahr 2012 in die tschechische Hauptstadt umgesiedelt, spielte dort als HC Lev Prag noch zwei weitere Spielzeiten in der KHL.

## Städtepartnerschaften
Die Stadt Poprad pflegt folgende Städtepartnerschaften:
- Ústí nad Orlicí,Tschechien
- Zakopane, Polen
- Vysoké Tatry, Slowakei
- Szarvas, Ungarn
- Widnes, Vereinigtes Königreich
- Oulu, Finnland

## Verkehr

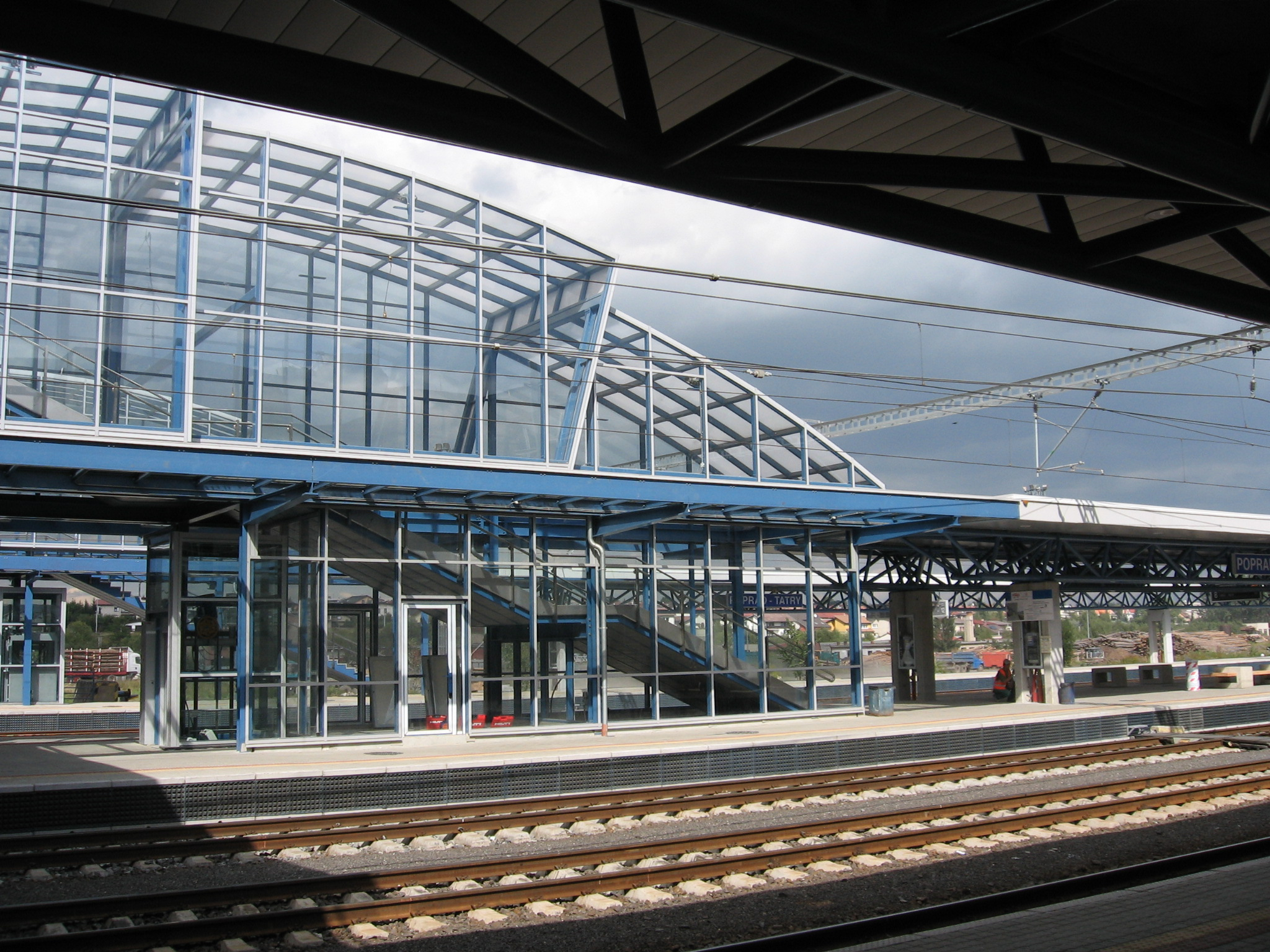
Bahnhof Poprad-Tatry

Poprad ist ein Verkehrsknotenpunkt wichtiger Straßen und Eisenbahnlinien. Durch die Stadt verläuft die zweigleisige Hauptbahn von Žilina nach Košice, und die Nebenbahn nach Podolínec hat ihren Anfang hier. Im Straßenverkehr kreuzen sich in der Stadt zwei Staatsstraßen: die I/18 verbindet die Stadt mit Prešov im Osten und Žilina im Westen und weiter nach Bratislava. Die I/66 verläuft von ungarischen Grenze bei Šahy über Zvolen, Banská Bystrica und Brezno zur polnischen Grenze bei Podspády. 2008 wurde ein Teil der Autobahn D1 (E 50), die hier als Ortsumgehung gilt, erstellt, mit drei Anschlussstellen nahe der Stadt. Der internationale Flughafen Poprad-Tatry (IATA-Code: TAT) ist mit 718 m n.m. der höchstgelegene internationale Flughafen Europas.
Poprad ist Startpunkt der bekannten schmalspurigen Elektrischen Tatrabahn nach Starý Smokovec (Altschmecks) und Štrbské Pleso (Tschirmer See) sowie nach Tatranská Lomnica (Tatralomnitz). Auch aufgrund seiner Busverbindungen ist Poprad der zentrale Ausgangsort für Fahrten in die Hohe Tatra sowie in das Slowakische Paradies (Slovenský raj). Auch die Niedere Tatra und die Spišská Magura sind gut erreichbar.

## Persönlichkeiten

### Söhne und Töchter der Stadt
- Jakob Glatz (1776–1831), evangelischer Theologe und Schriftsteller
- Karoly Alexy (1816–1880), Bildhauer
- Ödön Krompecher (1870–1926), Pathologe und  Erstbeschreiber des Basalzellkarzinoms
- Július Šupler (* 1950), Eishockeyspieler und -trainer
- Peter Ihnačák (* 1957), Eishockeyspieler und -trainer
- Andrej Kiska (* 1963), Philanthrop, Geschäftsmann und Präsident der Slowakei
- Miroslav Lajčák (* 1963), Außenminister
- Pavol Rankov (* 1964), Schriftsteller
- Ján Bendík (* 1965), Pokerspieler
- Peter Svätojánsky (* 1977), Skibergsteiger
- Tomáš ǅadoň (* 1981), Künstler
- Tomáš Kmeť (* 1981), Volleyballer
- Lenka Pohoralek (* 1982), Tänzerin
- Pavel Šimko (* 1982), Triathlet
- Daniela Hantuchová (* 1983), Tennisspielerin
- Matej Jurčo (* 1984), Radrennfahrer
- Lucia Kupčíková (* 1984), Basketballspielerin
- Martina Viestová (* 1984), Volleyballspielerin
- Lucia Zolviková (* 1985), Fußballspielerin
- Dávid Buc (* 1987), Eishockeyspieler
- Boris Prokopič (* 1988), österreichischer Fußballspieler
- Dávid Skokan (* 1988), Eishockeyspieler
- Katarína Poljaková (* 1990), Tennisspielerin
- Dávid Gríger (* 1994), Eishockeyspieler
- Tomáš Rigo (* 2002), Fußballspieler

### Personen mit Bezug zur Stadt
- Peter Bondra (* 1968), Eishockeyspieler
- Radoslav Suchý (* 1976), Eishockeyspieler

## Klimatabelle
|                       | Jan  | Feb  | Mär  | Apr  | Mai  | Jun  | Jul  | Aug  | Sep  | Okt  | Nov  | Dez  |   |      |
| Mittl. Tagesmax. (°C) | 0,1  | 2,1  | 6,5  | 11,6 | 17,2 | 20,1 | 21,9 | 22,1 | 17,7 | 12,6 | 5    | 1    | ⌀ | 11,5 |
| Mittl. Tagesmin. (°C) | −8,4 | −7,1 | −3,3 | 0,9  | 5,4  | 8,3  | 10   | 9,4  | 6,1  | 1,8  | −2,8 | −6,6 | ⌀ | 1,2  |
|                       |      |      |      |      |      |      |      |      |      |      |      |      |   |      |
| Niederschlag (mm)     | 23   | 22   | 27   | 48   | 74   | 86   | 73   | 65   | 52   | 43   | 36   | 27   | Σ | 576  |
|                       |      |      |      |      |      |      |      |      |      |      |      |      |   |      |
| Sonnenstunden (h/d)   | 2,9  | 3,8  | 4,7  | 5,4  | 6,3  | 6,7  | 7,1  | 6,7  | 5,9  | 5,1  | 2,9  | 2,2  | ⌀ | 5    |
|                       |      |      |      |      |      |      |      |      |      |      |      |      |   |      |
| Regentage (d)         | 12   | 11   | 12   | 13   | 15   | 15   | 14   | 12   | 11   | 10   | 13   | 14   | Σ | 152  |
|                       |      |      |      |      |      |      |      |      |      |      |      |      |   |      |
| Luftfeuchtigkeit (%)  | 80   | 78   | 75   | 70   | 72   | 73   | 72   | 74   | 75   | 76   | 81   | 82   | ⌀ | 75,7 |

| −8,4 |

| −7,1 |

| −3,3 |

| 0,9 |

| 5,4 |

| 8,3 |

| 10 |

| 9,4 |

| 6,1 |

| 1,8 |

| −2,8 |

| −6,6 |

| −8,4 |

| −7,1 |

| −3,3 |

| 0,9 |

| 5,4 |

| 8,3 |

| 10 |

| 9,4 |

| 6,1 |

| 1,8 |

| −2,8 |

| −6,6 |